# GC Biaschesi
GC Biaschesi  ist ein Fussballverein in der Schweiz aus der Stadt Biasca im Kanton Tessin. Momentan spielt die Mannschaft in der 5. Liga, der neunthöchsten Liga der Schweiz. Von 2002 bis 2009 spielte der Klub in der 1. Liga, der dritthöchsten Spielklasse. 2008 stand man in den Play-offs um den Zweitligaaufstieg, unterlag aber Stade Nyonnais mit 2:6.

## Stadion
GC Biaschesi trägt seine Heimspiele auf dem Sportplatz Al Vallone aus. Die Kapazität beträgt 2850 Zuschauer, wovon 350 Sitzplätze und 2500 Stehplätze sind.